# 河北水利电力学院
河北水利电力学院是中华人民共和国的一所全日制本科公办省属普通高等学校，位于河北省沧州市运河区。
1952年，河北水利土木学校在天津市成立。1955年，更名为河北省天津水利学校。1958年，升格为专科层次的河北水利电力学院，校址迁至保定市。1960年，升格为本科层次的河北水利学院。1966年，改建为河北水利工读专科学校，校址迁至石家庄专区平山县岗南镇。1970年，更名为河北水利专科学校，校址迁至沧州市。1992年，更名为河北工程技术高等专科学校。2016年3月28日，再次升格为本科院校，并更名为河北水利电力学院。